# Jenneria
Jenneria is een geslacht van weekdieren uit de klasse van de Gastropoda (slakken).

## Soorten
- Jenneria pustulata (Lightfoot, 1786)